# 盧漢奇克河
卢汉奇克河（羅馬化：Luhanchyk）是烏克蘭的河流，屬於北頓涅茨河的左支流，河道全長83公里，流域面積636平方公里，發源自頓涅茨嶺北坡，該河流用作農業、灌溉和食水供應。